# Дичинський Цезар Адольфович
Цезар Адольфович Дичинський (15 вересня 1904, Шепетівка — 21 липня 1998, Ростов-на-Дону) — радянський працівник сільського господарства, агроном зерносівгоспу, Герой Соціалістичної Праці.

## Біографія
Народитися 15 вересня 1904 року у містечку (нині місто) Шепетівка (нині — Хмельницької області) в родині українських поляків. Справжнє ім'я та по батькові — Целістін Адамович.
Після закінчення школи у Шепетівці пішов працювати до місцевого лісгоспу. Потім закінчив трирічні курси агрономів. Призваний до Червоної армії і після закінчення курсів середнього комскладу служив у Закавказзі. У 1944 році, після наказу Сталіна — всіх фахівців сільського господарства з армії демобілізувати і направити у звільнені райони — опинився в Ростовській області. Працював агрономом в 4-му відділенні зернорадгоспу «Кагальницький» Кагальницького району. У 1948 році на своєму відділенні виростив урожай в 31,14 ц пшениці на площі 211 гектарів.
У 1949-1960 роках Цезар Дичинський був директором радгоспу «Кагальницький» Кагальницького району Ростовської області. Впроваджував передову агротехніку, завдяки чому радгосп славився високими врожаями. У 1960-1965 роках — голова колгоспу «Перемога» Кагальницького району. У 1965-1977 роках — директор зерносівгоспу імені Вільямса Кагальницького району.
З 1977 року перебував на заслуженому відпочинку. Жив у Ростові-на-Дону. Померти 21 липня 1998 року.

## Нагороди
- Указом Президії Верховної Ради СРСР від 5 березня 1949 року за отримання високих врожаїв пшениці при виконанні радгоспом плану здачі державі сільськогосподарських продуктів в 1948 році і забезпеченості насінням всіх культур у розмірі повної потреби для весняної сівби 1949 року Дичинському Цезарю Адольфовичу присвоєно звання Героя Соціалістичної Праці з врученням ордена Леніна і золотої медалі «Серп і Молот».
- Також нагороджений орденом Трудового Червоного Прапора та медалями.